# باشگاه ورزشی هردیانو
باشگاه ورزشی هردیانو که معمولاً با نام هردیانو و با نام مستعار ال تیم شناخته می‌شود، یک باشگاه چند ورزشی اهل کاستاریکا است که در هردیا، استان هردیا واقع شده است. اگرچه هردیانو در چندین رشته ورزشی مختلف رقابت می‌کند، اما این تیم بیشتر به خاطر تیم فوتبالش شناخته می‌شود. این تیم در لیگ برتر فوتبال کاستاریکا بازی می‌کند. هردیانو یکی از دو باشگاهی است که هرگز سقوط نکرده است.

## بازیکنان برجسته
- ماروین اوباندو
- خرمان چاواریا
- کلاودیو خارا
- ماوریسیو رایت
- پائولو وانچوپ
- دیوید میری
- استبان گرانادوس
- خوزه میگوئل کوبرو
- دنیل کامبرونرو

## افتخارات
- لیگ برتر فوتبال کاستاریکا: ۲۹ قهرمانی
- جام حذفی کاستاریکا: ۱۳ قهرمانی
- سوپر جام کاستاریکا: ۲ قهرمانی
- لیگ کونکاکاف: ۱ قهرمانی